# Гусев, Михаил Федотович
Михаил Федотович Гусев (7 ноября 1921, Тищенское, Ставропольская губерния — 6 мая 2002, Изобильный, Ставропольский край) — разведчик взвода разведки роты управления 29-го отдельного танкового полка (6-й гвардейского механизированный корпус, 4-я танковая армия, 1-й Украинский фронт), гвардии ефрейтор.

## Биография
Родился в крестьянской семье в селе Тищенское Тищенской волости Ставропольского уезда Ставропольской губернии (в настоящее время Изобильненский район Ставропольского края). Получил начальное образование, работал трактористом в колхозе.
В марте 1942 года Изобильненским райвоенкоматом был призван в ряды Красной армии. В учебном полку окончил курсы мотоциклистов. С июля 1942 года на фронтах Великой Отечественной войны. Воевал на Центральном, Калининском, Северо-Западном и Брянском фронтах.
25 марта 1944 года в составе танкового десанта гвардии рядовой Гусев ворвался в город Каменец-Подольский и уничтожил более 10 и захватил в плен 6 солдат противника. Приказом по 6-му гвардейскому мехкорпусу от 9 апреля 1944 года он был награждён орденом Славы 3-й степени.
В боях за город Перемышляны Львовской области гвардии ефрейтор Гусев неоднократно ходил в разведку в тыл противника и приносил ценные сведения. 19 и 20 июля 1944 года участвовал в отражении контратак противника и уничтожил 18 солдат противника. Приказом по 4-й танковой армии от 13 августа 1944 года он был награждён орденом Славы 2-й степени.
В ходе боев возле города Стомпоркув в Свентошикском воеводстве Польши с 13 по 17 января 1945 года гвардии ефрейтор Гусев проводил разведку системы огня на переднем крае обороны противника, установил сосредоточение его войск для атаки. При отражении контратаки противника спас боевое знамя полка от захвата его врагом, пробившись во главе группы разведчиков через кольцо окружения. Указом Президиума Верховного Совета СССР от 27 июня 1945 года он был награждён орденом Славы 1-й степени.
В октябре 1945 года старшина Гусев был демобилизован, вернулся на родину. Работал в колхозе бригадиром и заместителем председателя колхоза. С 1975 года работал в совхозе «Изобильненский». Жил в городе Изобильный.
6 апреля 1985 года в ознаменование 40-летия Победы он был награждён орденом Отечественной войны 1-й степени.
Скончался Михаил Федотович Гусев 6 мая 2002 года.